# 克羅皮夫納河

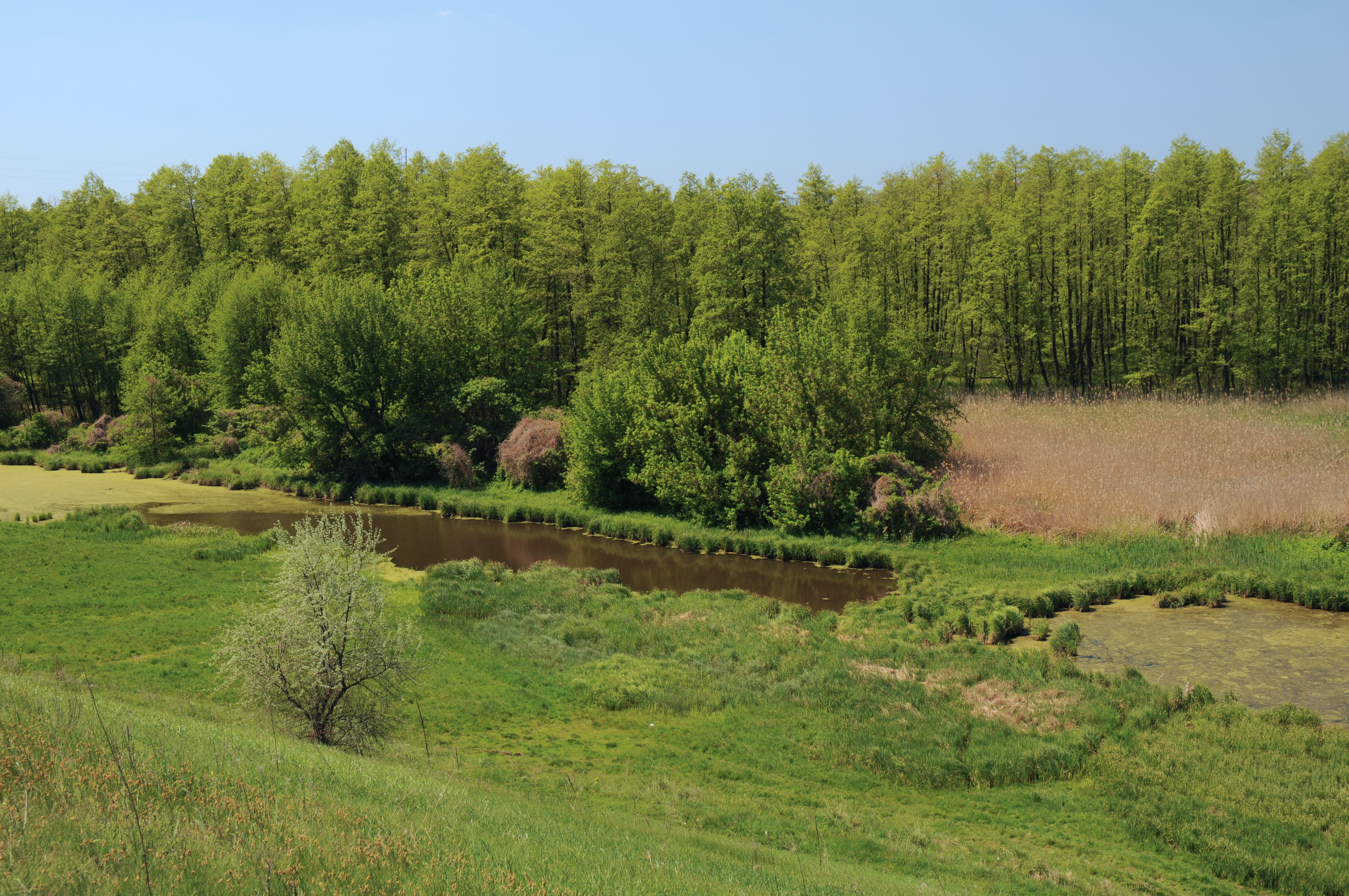

克羅皮夫納河（烏克蘭語：Кропивна），是烏克蘭的河流，位於該國中部，流經切爾卡瑟州，屬於佐洛托諾什卡河的左支流，發源自博伊基夫希納，河道全長52公里，流域面積324平方公里。